# Ribbensalamanders
Ribbensalamanders (Pleurodeles) zijn een geslacht van salamanders uit de familie echte salamanders (Salamandridae).
De groep werd voor het eerst wetenschappelijk beschreven door Karl Michahelles in 1830. Later werd de wetenschappelijke naam Bradybates  gebruikt.
Er zijn drie soorten die voorkomen in Europa, op het Iberisch Schiereiland in Spanje en Portugal, en verder in Marokko, Tunesië en Algerije.

## Indeling
Geslacht Pleurodeles
- Soort Pleurodeles nebulosus
- Soort Pleurodeles poireti
- Soort Pleurodeles waltl – Ribbensalamander